# Gábata
Gábata (Arameo גבתא) Término arameo de un lugar en Jerusalén, designado también bajo el nombre griego de Lithostrōtos (Griego λιθόστρωτος). Aparece solamente en Juan 19:13, donde el evangelista señala que Poncio Pilato:
"hizo salir a Jesús, y se sentó en el tribunal, en el lugar llamado Lithostrotos, en hebreo Gábata." 
El nombre "Gábata" es sin duda un término arameo, ya que "hebreo" en San Juan, como en otros autores neotestamentarios, se refiere a la lengua aramea, que era la comúnmente hablada entonces en Judea. No se trata de una simple traducción de "Lithostrotos", que más propiamente designa el pavimento enlozado o de mosaico que se encontraba en el tribunal, sino que se extendía también al frente del pretorio de Pilato, donde tal pavimento había sido puesto. Esto se demuestra por la costumbre de Juan, que en otras partes da nombres arameos a sitios específicos, que no son meras traducciones del griego. Esto también se comprueba por el hecho de que "Gábata" se deriva de una raíz (גב que significa "espalda" o "elevación"), que se refiere no al tipo de pavimento, sino a la "elevación" del sitio en cuestión. Parece pues que los dos nombres "Lithostrotos" y "Gábbata" se debían a diferentes características del lugar donde Pilato condenó a muerte a Jesucristo. El nombre arameo se derivó de la configuración del sitio, el griego de la naturaleza del pavimento. 
Algunos comentaristas han hecho esfuerzos por identificar "Gábata" ya sea con la parte exterior de la corte del Templo, que se sabe estaba pavimentada, o con el lugar de reunión del Gran Sanedrín, que estaba mitad dentro y mitad fuera de aquella corte externa del Templo; pero estos esfuerzos no pueden considerarse exitosos. Lo único que puede concluirse con certeza de las palabras de San Juan (19, 13) es que "Gábata" denota el lugar usual de Jerusalén, donde Pilato tenía su tribunal, donde hizo que Jesús fuera traído, donde habría realizado su audiencia, y en presencia de la multitud judía, su formal y final sentencia de condenación.
Este artículo incorpora texto del dominio público de Enciclopedia Católica.